# Silvio Marić
Silvio Marić (født 20. marts 1975 i Zagreb, Jugoslavien) er en kroatisk tidligere fodboldspiller (offensiv midtbane).
Marić spillede 19 kampe og scorede ét mål for Kroatiens landshold i perioden 1997-2002. Han var med i den kroatiske trup til VM 1998 i Frankrig, hvor kroaterne vandt bronze, og spillede fire af landets syv kampe i turneringen.
På klubplan repræsenterede Marić blandt andet Dinamo Zagreb i hjemlandet, engelske Newcastle United samt Panathinaikos i Grækenland.